# Статуя Роланда в Галле
Статуя Роланда в Галле — статуя Роланда на Рыночной площади города Галле. Высота составляет приблизительно четыре метра.
Как и другие статуи Роланда, памятник был установлен как символ свободы и независимости средневекового города. Статуя первоначально была изготовлена из дерева и, вероятно, была раскрашена. Искусствоведы датируют оригинал статуи серединой XIII века (около 1245). В 1709 году деревянная статуя послужила формой для изготовления слепка для новой статуи. Современная статуя изготовлена из песчаника в 1854 году. Тогда к ней были добавлены сапоги, перчатки и пьедестал в форме фронтона.
В 1478 году после конфликта города с Эрнстом Саксонским, архиепископом Магдебургским, Галле лишился почти всех своих привилегий. По этой причине с 1481/1482 по 1513 год Роланд в Галле был укрыт деревянным кожухом. Также был запрещён традиционный ежегодный танец Роланда.
Статуя Роланда в Галле меняла несколько раз своё место на Рыночной площади. В настоящее время Роланд установлен на восточной стороне Красной башни. В отличие от других статуй Роланда, установленных в Германии, Роланд в Галле не облачён в доспехи.